# Стриптиз
Стрипти́з (англ. striptease от strip «раздеваться» + tease «дразнить») — эротический танец, в ходе которого исполнитель постепенно раздевается.
Профессиональный стриптиз обычно демонстрируют в ночных клубах. Классическим элементом стриптиза является пилон (шест), вокруг которого танцует и раздевается стриптизёрша или стриптизёр. Стриптизёр может сходить со сцены в зал, флиртовать и садиться на колени посетителям. Типичное правило — посетителям запрещено касаться руками стриптизёра, но он может касаться посетителя. Местные и центральные власти устанавливают законы, которые определяют, насколько стриптизёру позволено обнажиться.
Иногда клиент может заказать «приватный танец», где стриптизёр будет танцевать только перед ним в отдельном помещении (под скрытым наблюдением охраны). Эта услуга стоит дополнительных денег — около 20 долларов в США. Посетители зачастую дают стриптизёрам деньги когда они не танцуют. Стриптизёры часто придумывают себе звучные псевдонимы.

## Первый в мире стриптиз
Первый в мире стриптиз был показан 9 февраля 1893 года на сцене Мулен Руж во время вечеринки, устроенной парижскими студентами. Во время импровизированного конкурса красоты модель под сценическим псевдонимом Мона скинула с себя всю одежду, за что её арестовали и оштрафовали на 100 франков.
В том же 1893 году стриптиз появился и в Чикаго, где обнажилась танцовщица кабаре.

## Профессиональные особенности
Если первоначально критерии для танцоров и танцовщиц стриптиза не существовали, то по мере роста конкуренции они всё же появились. Как правило, стриптизёры молоды (20—30 лет), модельной внешности, ухожены (эпиляция, маникюр, педикюр, причёска), в отличной физической форме, обладают пластикой и чувством ритма, а также имеют опыт танцевальных выступлений.
Обычно в клубе рабочий день стриптизёра начинается в 22 часа и заканчивается в 5 часов утра, но в разных клубах время работы может немного отличаться. График работы — «два через два», то есть две ночи работы и две ночи отдыха.
Зарплата стриптизёров обыкновенно состоит из чаевых или платы за заказ приватного танца.
Работа может создать проблемы с близкими (родственниками или партнёрами), которые могут испытать чувство неловкости, стыда или ревности.

## Истоки
Прообразом стриптиза был т. н. «танец осы», известный во времена античности (девушка, замотанная в шаль, двигалась под музыку, имитируя вытряхивание осы, запутавшейся в одежде; в процессе танца одежда разворачивалась, обнажая танцовщицу).
Своеобразным протостриптизом можно считать танец «канкан», появившийся во Франции на полвека раньше. Его начали исполнять в ресторанах, кабаре и прочих увеселительных заведениях. И канкан, и стриптиз десятилетиями считались танцами крайне непристойными, вызывающими и вульгарными. Между исполнительницами и проститутками ставили знак равенства. Первоначально в Америке стриптизом назывался бурлеск.
Танцовщиц канкана любил рисовать художник Анри Тулуз-Лотрек.

## Стриптиз в XXI веке
Часто стриптиз ассоциируется с проституцией, и некоторые стриптизёры действительно оказывают своим клиентам услуги сексуального характера, в том числе и публично, однако секс всё же не является неотъемлемым условием стриптиза, хотя танцовщицы и танцовщики, безусловно, пользуются вниманием противоположного пола и нередко получают предложения интимного характера. От возможного неадекватного поведения со стороны клиентов стриптизёров обыкновенно защищает охранник.
Эротический танец, всё больше уходящий в сторону акробатики и фитнеса с шестом, превращается в Pole dance.

### Разновидности стриптиз-услуг
- Основным местом работы стриптизёрш и стриптизёров принято считать стриптиз-клубы. В них можно наблюдать за выступлением танцоров на сцене или же заказать себе приватный танец. Особенность заработка всех танцоров, работающих в стриптиз-клубах — это «приватные танцы», Lap dance и консумация. Танец в стриптиз-клубе обычно состоит из двух песен. В основном стриптиз-клубы предназначены для мужчин — но в больших столицах можно также найти стриптиз клубы для женщин, гомосексуалов и лесбиянок.
- Стриптиз на заказ — это дополнительный вид заработка танцоров стриптиза. Стриптизёрша или стриптизёр выезжают в любое место проведения мальчишника, девичника, корпоративного мероприятия или вечеринки. Заказать стриптиз на выезд можно на 1 танец и более. Длительность каждого танца обычно от 5 до 15 минут в зависимости от музыкальной композиции.
- Также дополнительно клиенты могут заказать стриптиз-розыгрыши, например: стриптизёр разыгрывает роль полицейского или стриптизёрша играет роль доставщицы подарков, а также стриптиз из шоу-торта.

## Термины
- Пилон — шест, вокруг которого исполняют танец во время стриптиза.
- Рура — полупрофессиональный шест для стриптиза, отличающийся от пилона сниженным скольжением и большим диаметром.
- Стрипы — обувь на высокой платформе, в которой чаще всего танцуют стриптиз с шестом. Крайне неустойчивая, и поэтому не подходит для других танцев: когда не за что держаться, в ней очень трудно удерживать равновесие.

## Интересные факты
- В Китае собираются официально запретить стриптиз на похоронах[13][14].
- С 2007 года на Украине ежегодно проходят чемпионаты по женскому и мужскому стриптизу[15]